# Laguna (Santa Catarina)
Pour les articles homonymes, voir Laguna.
Laguna est une ville brésilienne du littoral sud de l'État de Santa Catarina.

## Généralités
Laguna est surtout connue pour être la ville natale d'Anita Garibaldi, personnage historique et épouse du révolutionnaire Giuseppe Garibaldi.

## Histoire
Les premiers occupants de la région furent les Indiens Tupis et les Guaranís.
En 1676 la ville de Santo Antonio dos Anjos de Laguna fut fondée par un capitaine originaire de São Vicente, Domingos de Brito Peixoto.
Selon d'autres sources, la cité actuelle fut fondée en 1676 par des colons de São Vicente. En 1714 la localité fut élevée au rang de ville et fut créée une commune. En 1847 elle acquit le rang de cité.

## Géographie
Elle se situe à une latitude de 28° 28' 58" sud et à une longitude de 48° 46' 51" ouest, à une altitude de 9 mètres. La population était de 51 554 habitants au recensement de 2010. La municipalité s'étend sur 441 km2.
Elle se trouve à 142 km de la capitale de l'État, Florianópolis. Elle fait partie de la microrégion de Tubarão, dans la mésorégion Sud de Santa Catarina.
On accède à Laguna par le littoral et la BR-101.
Les autres villes situées à proximité de Laguna sont:
- Tubarão – 35 km
- Garopaba – 69 km
- Criciúma - 95 km
- Blumenau - 249 km

## Économie
Pêche, tourisme

## Curiosités
- Sur le littoral, des môles pour abriter les barques de pêcheurs, ainsi que des plages très agréables sur 28 km de littoral
- Le phare de Santa Marta, datant de 1891
- La statue de Notre-Dame de Gloire, de 126 m de haut
- Fontaine de Carioca, dont il faut boire pour revenir au pays « Quem bebe desta água sempre retorna a Laguna e seus amores ».
- L'église Santo Antônio dos Anjos, avec à l'intérieur un tableau de l’Immaculée Conception par Victor Meirelles
- Musée Anita Garibaldi (lieu de déclaration de la République Juliana en 1839), maison natale d’Anita Garibaldi, et d'autres maisons de style portugais
- Marque de la limite du traité de Tordesillas du 7 juin 1494, qui passe au sud de la ville.
- Les pêcheurs coopèrent avec des dauphins pour rabattre les poissons.

## Citoyens célèbres
- Jerônimo Coelho (1806-1860), homme politique et patron de presse brésilien.
- Anita Garibaldi (1821-1839), épouse du révolutionnaire italien Giuseppe Garibaldi

## Administration
La municipalité est constituée de deux districts,,:
- Laguna (siège du pouvoir municipal)
- Ribeirão Pequeno

## Villes voisines
Laguna est voisine des municipalités (municípios) suivantes :
- Imbituba
- Imaruí
- Gravatal
- Capivari de Baixo
- Tubarão
- Jaguaruna